# Ballon d'Or 2024
O Ballon d'Or 2024 (em português:  Bola de Ouro 2024) foi a 68.ª cerimônia anual da Ballon d'Or, apresentada pela France Football, que reconheceu os melhores jogadores de futebol do mundo na temporada 2023–24. Pela terceira vez na história do prêmio, foi concedido com base nos resultados da temporada e não no ano civil, ou seja, o período de 1 de agosto de 2023 a 31 de julho de 2024. A cerimónia aconteceu em 28 de outubro de 2024 e os nomeados foram anunciados em 4 de setembro de 2024.
Dois novos prêmios foram concedidos: Treinador Masculino do Ano e Treinador Feminino do Ano, reconhecendo a contribuição dos treinadores para o sucesso em campo. A União das Associações Europeias de Futebol (UEFA) co-organizou a gala da Bola de Ouro pela primeira vez, com a France Football a manter o sistema de votação e o nome da Bola de Ouro.

## Ballon d'Or
Estes são os 30 jogadores nomeados melhores do mundo:
| Ranking | Jogador            | Nacionalidade | Posição        | Clube               | Pontos |
| ------- | ------------------ | ------------- | -------------- | ------------------- | ------ |
| 1       | Rodri              | Espanha       | Volante        | Manchester City     |        |
| 2       | Vinícius Júnior    | Brasil        | Ponta-esquerda | Real Madrid         |        |
| 3       | Jude Bellingham    | Inglaterra    | Meio-campista  | Real Madrid         |        |
| 4       | Dani Carvajal      | Espanha       | Zagueiro       | Real Madrid         |        |
| 5       | Erling Haaland     | Noruega       | Centroavante   | Manchester City     |        |
| 6       | Kylian Mbappé      | França        | Atacante       | Paris Saint-Germain |        |
| 7       | Lautaro Martínez   | Argentina     | Atacante       | Internazionale      |        |
| 8       | Lamine Yamal       | Espanha       | Atacante       | Barcelona           |        |
| 9       | Toni Kroos         | Alemanha      | Meio-campista  | Real Madrid         |        |
| 10      | Harry Kane         | Inglaterra    | Centroavante   | Bayern de Munique   |        |
| 11      | Phil Foden         | Inglaterra    | Meio-campista  | Manchester City     |        |
| 12      | Florian Wirtz      | Alemanha      | Meio-campista  | Bayer Leverkusen    |        |
| 13      | Dani Olmo          | Espanha       | Meio-campista  | Barcelona           |        |
| 14      | Ademola Lookman    | Nigéria       | Atacante       | Atalanta            |        |
| 15      | Nico Williams      | Espanha       | Atacante       | Athletic Bilbao     |        |
| 16      | Granit Xhaka       | Suíça         | Meio-campista  | Bayer Leverkusen    |        |
| 17      | Federico Valverde  | Uruguai       | Meio-campista  | Real Madrid         |        |
| 18      | Emiliano Martínez  | Argentina     | Goleiro        | Aston Villa         |        |
| 19      | Martin Ødegaard    | Noruega       | Meio-campista  | Arsenal             |        |
| 20      | Hakan Çalhanoğlu   | Turquia       | Meio-campista  | Internazionale      |        |
| 21      | Bukayo Saka        | Inglaterra    | Ponta-direita  | Arsenal             |        |
| 22      | Antonio Rüdiger    | Alemanha      | Zagueiro       | Real Madrid         |        |
| 23      | Rúben Dias         | Portugal      | Zagueiro       | Manchester City     |        |
| 24      | William Saliba     | França        | Zagueiro       | Arsenal             |        |
| 25      | Cole Palmer        | Inglaterra    | Atacante       | Chelsea             |        |
| 26      | Declan Rice        | Inglaterra    | Meio-campista  | Arsenal             |        |
| 27      | Vitinha            | Portugal      | Meio-campista  | Paris Saint-Germain |        |
| 28      | Alejandro Grimaldo | Espanha       | Zagueiro       | Bayer Leverkusen    |        |
| 29      | Mats Hummels       | Alemanha      | Zagueiro       | Borussia Dortmund   |        |
| 29      | Artem Dovbyk       | Ucrânia       | Atacante       | Girona              |        |

## Ballon d'Or Féminin
Estas são as 30 jogadoras nomeadas melhores do mundo:
| Ranking | Jogadora                | Nacionalidade  | Posição       | Clube               | Pontos |
| ------- | ----------------------- | -------------- | ------------- | ------------------- | ------ |
| 1       | Aitana Bonmatí          | Espanha        | Meio-campista | Barcelona           |        |
| 2       | Caroline Graham Hansen  | Noruega        | Atacante      | Barcelona           |        |
| 3       | Salma Paralluelo        | Espanha        | Atacante      | Barcelona           |        |
| 4       | Sophia Olivia Smith     | Estados Unidos | Atacante      | Portland Thorns     |        |
| 5       | Lindsey Horan           | Estados Unidos | Meio-campista | Lyon                |        |
| 6       | Mallory Swanson         | Estados Unidos | Atacante      | Chicago Red Stars   |        |
| 7       | Marie-Antoinette Katoto | França         | Atacante      | Paris Saint-Germain |        |
| 8       | Mariona Caldentey       | Espanha        | Atacante      | Barcelona           |        |
| 9       | Trinity Rodman          | Estados Unidos | Atacante      | Washington Spirit   |        |
| 10      | Alexia Putellas         | Espanha        | Meio-campista | Barcelona           |        |
| 11      | Patri Guijarro          | Espanha        | Meio-campista | Barcelona           |        |
| 12      | Barbra Banda            | Zâmbia         | Atacante      | Orlando Pride       |        |
| 13      | Lauren James            | Inglaterra     | Atacante      | Chelsea             |        |
| 14      | Ada Hegerberg           | Noruega        | Atacante      | Lyon                |        |
| 15      | Khadija Shaw            | Jamaica        | Atacante      | Manchester City     |        |
| 16      | Tabitha Chawinga        | Mali           | Atacante      | Lyon                |        |
| 17      | Alyssa Naeher           | Estados Unidos | Goleira       | Chicago Red Stars   |        |
| 18      | Gabi Portilho           | Brasil         | Atacante      | Corinthians         |        |
| 19      | Giulia Gwinn            | Alemanha       | Zagueira      | Bayern de Munique   |        |
| 20      | Lucy Bronze             | Inglaterra     | Zagueira      | Barcelona           |        |
| 21      | Mayra Ramírez           | Colômbia       | Atacante      | Chelsea             |        |
| 22      | Glódís Viggósdóttir     | Islândia       | Zagueira      | Bayern de Munique   |        |
| 23      | Tarciane                | Brasil         | Zagueira      | Houston Dash        |        |
| 24      | Lea Schüller            | Alemanha       | Atacante      | Bayern de Munique   |        |
| 25      | Sjoeke Nüsken           | Alemanha       | Meio-campista | Chelsea             |        |
| 26      | Yui Hasegawa            | Japão          | Meio-campista | Manchester City     |        |
| 27      | Manuela Giugliano       | Itália         | Meio-campista | Roma                |        |
| 28      | Lauren Hemp             | Inglaterra     | Atacante      | Manchester City     |        |
| 29      | Ewa Pajor               | Polónia        | Atacante      | Barcelona           |        |
| 30      | Grace Geyoro            | França         | Meio-campista | Paris Saint-Germain |        |

## Troféu Kopa
Para jogadores que jogaram por vários clubes durante a temporada, apenas o clube mais recente é listado.
Dez jogadores foram nomeados para o Troféu Kopa.
| Ranking | Jogador            | Nacionalidade   | Posição       | Clube               | Pontos |
| ------- | ------------------ | --------------- | ------------- | ------------------- | ------ |
| 1       | Lamine Yamal       | Espanha         | Atacante      | Barcelona           |        |
| 2       | Arda Güler         | Turquia         | Meio-campista | Real Madrid         |        |
| 3       | Kobbie Mainoo      | Inglaterra      | Meio-campista | Manchester United   |        |
| 4       | Savinho            | Brasil          | Atacante      | Girona              |        |
| 5       | Pau Cubarsí        | Espanha         | Zagueiro      | Barcelona           |        |
| 6       | João Neves         | Portugal        | Meio-campista | Benfica             |        |
| 6       | Alejandro Garnacho | Argentina       | Atacante      | Manchester United   |        |
| 8       | Warren Zaïre-Emery | França          | Meio-campista | Paris Saint-Germain |        |
| 8       | Mathys Tel         | França          | Atacante      | Bayern de Munique   |        |
| 8       | Karim Konaté       | Costa do Marfim | Atacante      | Red Bull Salzburg   |        |

## Troféu Yashin
Para jogadores que jogaram por vários clubes durante a temporada, apenas o clube mais recente é listado.
Estes são os 10 jogadores nomeados para o Troféu Yashin de Melhor Goleiro do Mundo:
| Ranking | Jogador              | Nacionalidade | Clube               | Pontos |
| ------- | -------------------- | ------------- | ------------------- | ------ |
| 1       | Emiliano Martínez    | Argentina     | Aston Villa         |        |
| 2       | Unai Simón           | Espanha       | Athletic Bilbao     |        |
| 3       | Andriy Lunin         | Ucrânia       | Real Madrid         |        |
| 4       | Gianluigi Donnarumma | Itália        | Paris Saint-Germain |        |
| 5       | Mike Maignan         | França        | Milan               |        |
| 6       | Yann Sommer          | Suíça         | Internazionale      |        |
| 7       | Giorgi Mamardashvili | Geórgia       | Valencia            |        |
| 8       | Diogo Costa          | Portugal      | Porto               |        |
| 9       | Ronwen Williams      | África do Sul | Mamelodi Sundowns   |        |
| 10      | Gregor Kobel         | Suíça         | Borussia Dortmund   |        |

## Troféu Gerd Müller
O Troféu Gerd Müller de 2024 foi conquistado em conjunto por Harry Kane (Bayern de Munique) e Kylian Mbappé (Paris Saint-Germain), que terminaram a temporada 2023–24 com 52 gols cada.

## Prêmio Sócrates
Jennifer Hermoso ganhou o Prêmio Sócrates de 2024 por seu trabalho contra o abuso sexual, especificamente por seu trabalho de conscientização a outras pessoas depois que o então presidente da Federação Espanhola, Luis Rubiales, a beijou nos lábios sem seu consentimento.

## Clube de Futebol Masculino do Ano
Cinco clubes foram indicados para o Prêmio de Clube de Futebol Masculino do Ano de 2024.
| Ranking | Clube             | Pontos |
| ------- | ----------------- | ------ |
| 1       | Real Madrid       |        |
| 2       | Bayer Leverkusen  |        |
| 3       | Borussia Dortmund |        |
| 4       | Girona            |        |
| 5       | Manchester City   |        |

## Clube de Futebol Feminino do Ano
Cinco clubes foram indicados para o Prêmio de Clube de Futebol Feminino do Ano de 2024.
| Ranking | Clube               | Pontos |
| ------- | ------------------- | ------ |
| 1       | Barcelona           |        |
| 2       | Chelsea             |        |
| 3       | Lyon                |        |
| 4       | NJ/NY Gotham        |        |
| 5       | Paris Saint-Germain |        |

## Troféu Johan Cruyff Masculino
Seis treinadores foram indicados para o Prêmio de Treinador Masculino do Ano de 2024, agora chamado de Troféu Johan Cruyff Masculino.
| Ranking | Jogador              | Nacionalidade | Clube            | Pontos |
| ------- | -------------------- | ------------- | ---------------- | ------ |
| 1       | Carlo Ancelotti      | Itália        | Real Madrid      |        |
| 2       | Xabi Alonso          | Espanha       | Bayer Leverkusen |        |
| 3       | Luis de la Fuente    | Espanha       | Espanha          |        |
|         | Gian Piero Gasperini | Itália        | Atalanta         |        |
|         | Josep Guardiola      | Espanha       | Manchester City  |        |
|         | Lionel Scaloni       | Argentina     | Argentina        |        |

## Troféu Johan Cruyff Feminino
Seis treinadores(as) foram indicados(as) para o Prêmio de Treinador(a) Feminino do Ano de 2024, agora chamado de Troféu Johan Cruyff Feminino.
| Ranking | Jogador          | Nacionalidade | Clube                  | Pontos |
| ------- | ---------------- | ------------- | ---------------------- | ------ |
| 1       | Emma Hayes       | Inglaterra    | Chelsea Estados Unidos |        |
| 2       | Jonatan Giráldez | Espanha       | Barcelona              |        |
| 3       | Arthur Elias     | Brasil        | Corinthians Brasil     |        |
|         | Sonia Bompastor  | França        | Lyon                   |        |
|         | Filipa Patão     | Portugal      | Benfica                |        |
|         | Sarina Wiegman   | Países Baixos | Inglaterra             |        |